# Рідківський парк
Рі́дківський парк — парк-пам'ятка садово-паркового мистецтва місцевого значення в Україні. Об'єкт природно-заповідного фонду Чернівецької області.
Розташований у межах Магальської сільської громади Чернівецького району Чернівецької області, в селі Рідківці.
Площа 5 га. Статус присвоєно згідно з рішенням облвиконкому від 30.05.1979 року. Перебуває у віданні: Рідківський ЗНЗ I-III ступенів.
Статус присвоєно для збереження парку, заснованого в кінці XIX ст. Зростає 17 деревних та чагарникових екзотів.